# Поєдуги
Поєду́ги (рос. Поедуги) — присілок у складі Ачитського міського округу Свердловської області.
Населення — 2 особи (2010, 2 у 2002).
Національний склад станом на 2002 рік: росіяни — 100 %.